# 凤新街道
凤新街道，是中华人民共和国广东省潮州市湘桥区下辖的一个乡镇级行政单位。

## 行政区划
凤新街道下辖以下地区：
奎元社区、宜园社区、万绿社区、田中村、莲云村、东埔村、凤山村、花园村、陈桥村、高厝塘村、大新乡村、竹围村、云梯村、大园村和西塘村。